# Mae Hotely
Mae Hotely (7 de octubre de 1872 – 6 de abril de 1954) fue una actriz cinematográfica de nacionalidad estadounidense, activa en la época del cine mudo. 
Nacida en Baltimore, Maryland, su verdadero nombre era Maye Shearor. Casada en agosto de 1902 con el cineasta Arthur Hotaling, ella ideó su nombre artístico a partir del apellido de su marido. A lo largo de su carrera, actuó en más de 100 filmes estrenados entre 1911 y 1929.
Mae Hotely falleció en Coronado, California, en 1954.

## Selección de su filmografía
- Her Choice (1915)
- Matilda's Legacy (1915)
- A Lucky Strike (1915)
- Baby (1915)
- The Twin Sister (1915)
- What He Forgot (1915)
- Who's Boss? (1914)
- Long May It Wave (1914)
- The Female Cop (1914)
- Building a Fire (1914)
- Casey's Birthday (1914)